# ギルフィ・シグルズソン
ギルフィ・ソール・シグルズソン（アイスランド語: Gylfi Þór Sigurðsson、 1989年9月8日 - ）は、アイスランド・レイキャヴィーク出身のアイスランド代表のサッカー選手。ポジションはMF。

## 経歴

### 初期
アイスランドのレイキャヴィーク・ハフナルフィヨルズゥルで生まれた。地元のクラブとブレイザブリクUBKでプレーし、U-17代表でもあった。2005年10月1日に、レディングFCのユースチームと契約する前にアーセナルFCのトライアルに参加していた。レディングのユースとリザーブチームで3年間過ごした後、2007-08シーズンが開幕する前に、ギルフィと他5名の若手選手たちはプロ契約を結んだ。

### 2008-09
2008-09シーズン前に背番号34が渡され、2008年8月のダゲナム・アンド・レッドブリッジFC戦で初めてベンチ入りしたが出番はなかった。その2週間後、リーグカップのルートン・タウンFC戦に59分から出場し、プロデビューを果たした。同じくリーグカップのストーク・シティFC戦で途中出場するも2-2で膠着したままになりPK戦に突入。キッカーの1人を務めPKを決めた。ファーストチームでの経験を積むために、ギルフィはシュルーズベリー・タウンFCへ1ヶ月のレンタル移籍の契約を結び、2008年10月のAFCボーンマス戦でリーグデビューをした。このレンタル期間中に6試合出場し1ゴールを決めた。その後、レディングに戻りFAカップのカーディフ・シティFC戦に出場したが、0-2で敗北。2009年2月にエマージェンシー・ローンでクルー・アレクサンドラFCに加入すると、2日後のブライトン・アンド・ホーヴ・アルビオンFCで移籍後初出場すると89分に得点し、4-0の勝利に貢献した。2009年3月には、レンタル期間が延長された。ギルフィは、ミルトン・キーンズ・ドンズFCとチェルトナム・タウンFCそれぞれにゴールを決めるも、4部への降格を防ぐことは出来なかった。

### 2009-10
2009年8月11日、ホームで行われたリーグカップ1回戦バートン・アルビオンFC相手に35ヤードもの外からシュートを放ちレディングでの初ゴールを決めた。2009年9月19日、ピーターバラ・ユナイテッドFC戦で初リーグ戦ゴールを決めたが、チームは2-3で敗北した。FAカップでは、プレミアリーグに属するリヴァプールFCとウェスト・ブロムウィッチ・アルビオンFC相手に番狂わせに大きく貢献をした。2010年1月13日、FAカップ3回戦のリヴァプール戦でロスタイムも残り僅かな時にPKを獲得、ゴールを決め1-1の引き分けに持ち込んだ。延長戦でシェーン・ロングがゴールを決め2-1で勝利した。続く4回戦では、バーンリーFC戦で87分に決勝ゴールを決めた。5回戦のウェストブロム相手にロスタイムに決勝ゴールを決め3-2と勝利した。3月度に6試合5得点を記録すると、ニューカッスル・ユナイテッドFCのピーター・レーヴェンクランズ, ウェストブロムのグレアム・ドランス, クイーンズ・パーク・レンジャーズFCのアデル・ターラブトを破り、月間最優秀選手賞を受賞した。また、監督のブライアン·マクダーモットも3月度の月間最優秀監督賞を受賞した。最終戦のプレストン・ノースエンドFC相手にゴールを決め、シーズンを良い形で締めくくった。この試合前には、チームメイトのジミー・ケベとライアン・バートランドを破り、チームのプレイヤー・オブ・ザ・シーズンに選ばれた。ケベとバートランドは、それぞれ2番目, 3番目に選ばれた。
ギルフィは、全大会合わせ44試合21得点と実りの多いシーズンを過ごした。この活躍と若さからプレミアリーグの複数のクラブから問い合わせがあったが、2010年5月に3年契約を結んだ。

### 2010-11
開幕戦のスカンソープ・ユナイテッドFC戦は1-2で敗北したが、ギルフィ自身は2選手を抜き去り25ヤードものシュートを放ち、シーズン最初のゴールを決め好調なスタートを切った。8月28日、アウェーのレスター・シティFC戦で22分にショートレンジのチップキックでゴールを決めた。試合後の夜にアイスランドのメディアは、ギルフィがTSG1899ホッフェンハイムのメディカルチェックを受けるために翌月曜日にドイツへ飛び立つことを伝えた。8月31日にホッフェンハイムへの加入が決定。移籍金は明らかにされなかったが、レディングはこれまでのクラブ記録だったケヴィン・ドイルの移籍金650万ポンドを超えたことを発表した。

### ホッフェンハイム
2010年9月10日のシャルケ04戦2-0と勝利しているところに、試合終了残り10分で出場し移籍後デビューをした。1週間後の1.FCカイザースラウテルン戦で、77分から途中出場すると、ファーストタッチとなったFKで20ヤードの距離から移籍後初ゴールを決め2-2と引き分けた。アウェーの1.FSVマインツ05戦では2-4と敗北したが、25ヤードのFKを決めて2ゴール目を記録した。ホームに迎えたハノーファー96戦では、PKを含めた2ゴールを決めた。
2011年5月25日に、ギルフィはスタメン出場13試合にもかかわらず、2位の守護神トム・シュターケに200票以上の差をつけてファンが選ぶプレイヤー・オブ・ザ・シーズンに選ばれた。全大会計10ゴール2アシストを記録した。2011-12シーズン前半は、序列が下がっていったため、わずか出場7試合とあまり試合に出られない日々が続いたため、クラブから離れることになった。

### スウォンジーへレンタル
2012年1月1日に、シーズン残りまでの契約でプレミアリーグのスウォンジー・シティAFCへローン移籍した。1月15日のアーセナルFC戦にハーフタイムから出場し、プレミアリーグデビューを果たした。ダニー・グレアムの決勝ゴールをアシストし、3-2の勝利に貢献した。2月4日のウェスト・ブロムウィッチ・アルビオンFC戦で移籍後初ゴールを決めた。移籍してから4試合で3アシストを記録した。3月3日のウィガン・アスレティックFC戦でFKを含めた2ゴールを挙げ2-0で勝利した。2週間後アウェーのフラムFC戦で再び2ゴールを決め3-0で勝利した。4月1日のアウェーホワイト・ハート・レーンで行われたトッテナム・ホットスパーFC戦で、チームは1-3で敗北したがギルフィはゴールを決めた。
これらの活躍から、アイスランド人選手初受賞となる3月度のプレミアリーグ月間最優秀選手賞に選ばれた。次の得点はブラックバーン・ローヴァーズFC相手に決め勝利し、これでクラブは勝ち点42ポイントとなった。
5月28日にスウォンジーは、680万ポンドの移籍金を支払うことでホッフェンハイムと合意しメディカルチェックをパスしていたが、監督のブレンダン・ロジャーズがリヴァプールFCへ就任することになったため移籍を決意。会長のヒュー・ジェンキンスは、何とか留まるように説得するも契約は取り消しとなった。このレンタル期間中にギルフィは出場18試合で7ゴール4アシストを記録した。

### トッテナム
恩師の後を追ってリヴァプールへ移籍するものと思われたが、7月4日にトッテナム・ホットスパーFCへ加入した。トッテナムは、アンドレ・ビラス・ボアス新監督を迎えてから最初の補強になった。オフ中のフレンドリーマッチでは、後半から出場するとスウォンジー・シティAFC相手に初ゴールを決めた。7月31日のニューヨーク・レッドブルズ戦で決勝ゴールを決め勝利した。

### スウォンジー復帰
2014年7月23日、スウォンジー・シティAFCにミシェル・フォルムとベン・デイヴィスとのトレードで2年ぶりに復帰した。2015-16シーズンは11ゴールを挙げる活躍でチームのプレミアリーグに残留に貢献。2016-17年シーズンは9ゴールを決め、プレミアリーグ3位となる、13アシストを記録、クロスの数は305とプレミアリーグ最多数となるなど、フェルナンド・ジョレンテと共にチームを牽引、プレミアリーグ残留に貢献した。

### エヴァートン
2017年8月16日、5年契約でエヴァートンFCへ移籍することが発表された。移籍金は未公開であるが、クラブ史上最高額となっている。24日のUEFAヨーロッパリーグプレーオフ第2戦のハイドゥク・スプリト戦でゴールから45mの長さでシュートし鮮烈な移籍後初得点を挙げた。
2018-19シーズンは13ゴールを決め、リシャルリソン・デ・アンドラーデと共にチームのトップスコアラーになる活躍を見せた。
2021-22シーズンのプレミアリーグ登録メンバーには名前がなく、シーズン終了後に退団が発表された。

### リンビー
2023年8月31日、リンビーBKで2年ぶりに選手キャリアを再開させることが発表された。

## 代表歴
ギルフィは、UEFA U-19欧州選手権2008予選に出場。1次予選で2ゴールを挙げると、続く2次予選でも2ゴールを決めた。しかし、最終戦のU-19ブルガリア代表に破れ勝ち点3を獲得することが出来ず本大会行きを逃した。2007年11月のU-21ドイツ代表で後半から出場してU-21代表デビューを果たした。4日後のUEFA U-21欧州選手権2009に延長時間に交代出場し、大会初出場すると残りの試合でもプレーした。最終戦となったU-21スロバキア代表戦でギルフィは先制ゴールを決めるも、ミロスラフ・ストッフに決められ1-1と引き分けに終わった。アイスランドはプレーオフ進出へ失敗するも、次のUEFA U-21欧州選手権2011では明るいスタートを切った。10月の予選U-21サンマリノ代表戦で今大会初出場すると、翌月の同相手に16分にゴールを決め6-0の勝利に貢献した。
2010年5月にアンドラ代表戦でアイスランド代表としてA代表デビューを果たすと4-0で勝利した。2点目となったゴールをFKでアシストし、勝利に貢献した。また、UEFA U-21欧州選手権2011プレーオフのU-21スコットランド代表戦では、2ndレグで2ゴールを決め2-1と勝利。2試合計4-2となり、本大会進出を果たした。
UEFA EURO 2016予選ではオランダ代表相手に2試合で3得点あげ、予選通算6ゴールを決め、アイスランドのUEFA EURO 2016本大会出場に貢献した。
2018 FIFAワールドカップではグループリーグのクロアチア戦でPKによるゴールを決めている

## 人物・エピソード
釣りはしないと主張するにもかかわらず、ギルフィは2011年に'Lotna ehf'と呼ばれるフラトエイリの漁業会社の会長に就任した。
2021年7月16日、「プレミアリーグに所属する31歳のサッカー選手が児童への性的虐待の容疑で逮捕された」との報道がなされた。報道では逮捕者の名前が明かされていなかったが、同時期にエヴァートンFCが所属選手1名が警察の捜査対象となっている旨の声明を発表しており、他の条件も加味するとシグルズソン以外に当てはまる選手がおらず、地元アイスランドの新聞で名前付きで報道された。

## 個人成績

### クラブでの出場記録
| クラブ                     | シーズン                   | リーグ                     | リーグ戦 | リーグ戦 | リーグ戦 | 国内カップ | 国内カップ | 国内カップ | リーグカップ | リーグカップ | リーグカップ | 国際大会 | 国際大会 | 国際大会 | 期間通算 | 期間通算 | 期間通算 |
| クラブ                     | シーズン                   | リーグ                     | 出場     | 得点     | アシスト | 出場       | 得点       | アシスト   | 出場         | 得点         | アシスト     | 出場     | 得点     | アシスト | 出場     | 得点     | アシスト |
| -------------------------- | -------------------------- | -------------------------- | -------- | -------- | -------- | ---------- | ---------- | ---------- | ------------ | ------------ | ------------ | -------- | -------- | -------- | -------- | -------- | -------- |
| レディングFC               | 2008–09                    | チャンピオンシップ         | 0        | 0        | 0        | 1          | 0          | 0          | 2            | 0            | 0            | -        | -        | -        | 3        | 0        | 0        |
| シュルーズベリー・タウンFC | 2008-09                    | リーグ2                    | 5        | 1        | 0        | 0          | 0          | 0          | 0            | 0            | 0            | -        | -        | -        | 5        | 1        | 0        |
| クルー・アレクサンドラFC   | 2008-09                    | リーグ1                    | 15       | 3        | 1        | 0          | 0          | 0          | 0            | 0            | 0            | -        | -        | -        | 15       | 3        | 1        |
| レディングFC               | 2009–10                    | チャンピオンシップ         | 38       | 17       | 9        | 5          | 3          | 0          | 1            | 1            | 0            | -        | -        | -        | 44       | 21       | 8        |
| レディングFC               | 2010–11                    | チャンピオンシップ         | 4        | 2        | 1        | 0          | 0          | 0          | 0            | 0            | 0            | -        | -        | -        | 4        | 2        | 1        |
| TSG1899ホッフェンハイム    | 2010–11                    | ブンデスリーガ             | 29       | 9        | 3        | 3          | 1          | 0          | 0            | 0            | 0            | -        | -        | -        | 32       | 10       | 3        |
| TSG1899ホッフェンハイム    | 2011–12                    | ブンデスリーガ             | 7        | 0        | 1        | 0          | 0          | 0          | 0            | 0            | 0            | -        | -        | -        | 7        | 0        | 1        |
| スウォンジー・シティAFC    | 2011–12                    | プレミアリーグ             | 18       | 7        | 5        | 1          | 0          | 0          | 0            | 0            | 0            | -        | -        | -        | 19       | 7        | 5        |
| トッテナム・ホットスパーFC | 2012–13                    | プレミアリーグ             | 33       | 3        | 4        | 2          | 0          | 0          | 2            | 1            | 0            | 11       | 3        | 1        | 48       | 7        | 5        |
| トッテナム・ホットスパーFC | 2013–14                    | プレミアリーグ             | 25       | 5        | 0        | 0          | 0          | 0          | 2            | 1            | 0            | 8        | 0        | 3        | 35       | 6        | 3        |
| スウォンジー・シティAFC    | 2014–15                    | プレミアリーグ             | 32       | 7        | 10       | 1          | 1          | 0          | 2            | 1            | 0            | -        | -        | -        | 35       | 9        | 10       |
| スウォンジー・シティAFC    | 2015–16                    | プレミアリーグ             | 36       | 11       | 2        | 0          | 0          | 0          | 1            | 0            | 0            | -        | -        | -        | 37       | 11       | 2        |
| スウォンジー・シティAFC    | 2016–17                    | プレミアリーグ             | 38       | 9        | 13       | 1          | 0          | 0          | 1            | 1            | 0            | -        | -        | -        | 40       | 10       | 13       |
| エヴァートンFC             | 2017–18                    | プレミアリーグ             | 27       | 4        | 3        | 1          | 1          | 0          | 0            | 0            | 0            | 5        | 1        | 2        | 33       | 6        | 5        |
| エヴァートンFC             | 2018–19                    | プレミアリーグ             | 36       | 13       | 6        | 2          | 0          | 1          | 1            | 1            | 0            | -        | -        | -        | 41       | 14       | 7        |
| エヴァートンFC             | 2019–20                    | プレミアリーグ             | 35       | 2        | 3        | 1          | 0          | 0          | 2            | 1            | 0            | -        | -        | -        | 38       | 3        | 3        |
| エヴァートンFC             | 2020–21                    | プレミアリーグ             | 36       | 6        | 5        | 4          | 1          | 3          | 4            | 1            | 2            | -        | -        | -        | 44       | 8        | 10       |
| エヴァートンFC             | 2021–22                    | プレミアリーグ             | 0        | 0        | 0        | 0          | 0          | 0          | 0            | 0            | 0            | -        | -        | -        | 0        | 0        | 0        |
| 通算                       | シュルーズベリー・タウン   | シュルーズベリー・タウン   | 5        | 1        | 0        | 0          | 0          | 0          | 0            | 0            | 0            | 0        | 0        | 0        | 5        | 1        | 0        |
| 通算                       | クルー・アレクサンドラ     | クルー・アレクサンドラ     | 15       | 3        | 1        | 0          | 0          | 0          | 0            | 0            | 0            | 0        | 0        | 0        | 15       | 3        | 1        |
| 通算                       | レディング                 | レディング                 | 42       | 19       | 9        | 6          | 3          | 0          | 3            | 1            | 0            | 0        | 0        | 0        | 51       | 23       | 9        |
| 通算                       | 1899ホッフェンハイム       | 1899ホッフェンハイム       | 36       | 9        | 4        | 3          | 1          | 0          | 0            | 0            | 0            | 0        | 0        | 0        | 39       | 10       | 4        |
| 通算                       | スウォンジー・シティAFC    | スウォンジー・シティAFC    | 124      | 34       | 30       | 3          | 1          | 0          | 4            | 2            | 0            | 0        | 0        | 0        | 131      | 37       | 30       |
| 通算                       | トッテナム・ホットスパーFC | トッテナム・ホットスパーFC | 58       | 8        | 4        | 2          | 0          | 0          | 4            | 2            | 1            | 19       | 3        | 4        | 83       | 13       | 9        |
| 通算                       | エヴァートンFC             | エヴァートンFC             | 136      | 25       | 17       | 8          | 2          | 4          | 7            | 3            | 2            | 5        | 1        | 2        | 156      | 31       | 25       |
| 総通算                     | 総通算                     | 総通算                     | 416      | 98       | 65       | 22         | 7          | 4          | 18           | 8            | 3            | 24       | 4        | 6        | 480      | 118      | 78       |

## 代表歴

### 出場大会
- アイスランド代表
  - 2018 FIFAワールドカップ

### 試合数
- 国際Aマッチ 80試合 27得点（2010年-）[45]

| アイスランド代表 | 国際Aマッチ | 国際Aマッチ |
| 年               | 出場        | 得点        |
| ---------------- | ----------- | ----------- |
| 2010             | 3           | 0           |
| 2011             | 3           | 1           |
| 2012             | 8           | 1           |
| 2013             | 8           | 3           |
| 2014             | 6           | 4           |
| 2015             | 7           | 3           |
| 2016             | 13          | 2           |
| 2017             | 7           | 4           |
| 2018             | 9           | 2           |
| 2019             | 10          | 2           |
| 2020             | 4           | 3           |
| 2021             | 0           | 0           |
| 2022             | 0           | 0           |
| 2023             | 2           | 2           |
| 2024             |             |             |
| 通算             | 80          | 27          |

### 得点
| #   | 日時           | 場所               | 相手       | スコア | 結果 | 大会                                    |
| --- | -------------- | ------------------ | ---------- | ------ | ---- | --------------------------------------- |
| 1.  | 2011年10月7日  | ポルト             | ポルトガル | 5–3    | 3–5  | UEFA欧州選手権2012予選                  |
| 2.  | 2012年10月12日 | ティラナ           | アルバニア | 1–2    | 1–2  | 2014 FIFAワールドカップ・ヨーロッパ予選 |
| 3.  | 2013年3月22日  | リュブリャナ       | スロベニア | 1–1    | 1–2  | 2014 FIFAワールドカップ・ヨーロッパ予選 |
| 4.  | 2013年3月22日  | リュブリャナ       | スロベニア | 1–2    | 1–2  | 2014 FIFAワールドカップ・ヨーロッパ予選 |
| 5.  | 2013年10月11日 | レイキャビーク     | キプロス   | 2–0    | 2–0  | 2014 FIFAワールドカップ・ヨーロッパ予選 |
| 6.  | 2014年9月9日   | レイキャビーク     | トルコ     | 2–0    | 3–0  | UEFA EURO 2016予選                      |
| 7.  | 2014年10月10日 | リガ               | ラトビア   | 0–1    | 0–3  | UEFA EURO 2016予選                      |
| 8.  | 2014年10月13日 | レイキャビーク     | オランダ   | 1–0    | 2–0  | UEFA EURO 2016予選                      |
| 9.  | 2014年10月13日 | レイキャビーク     | オランダ   | 2–0    | 2–0  | UEFA EURO 2016予選                      |
| 10. | 2015年9月3日   | アムステルダム     | オランダ   | 0–1    | 0–1  | UEFA EURO 2016予選                      |
| 11. | 2015年10月10日 | レイキャビーク     | ラトビア   | 2–0    | 2–2  | UEFA EURO 2016予選                      |
| 12. | 2015年11月13日 | ワルシャワ         | ポーランド | 0–1    | 4–2  | 親善試合                                |
| 13. | 2016年6月1日   | オスロ             | ノルウェー | 3–2    | 3–2  | 親善試合                                |
| 14. | 2016年6月18日  | マルセイユ         | ハンガリー | 1–0    | 1–1  | UEFA EURO 2016                          |
| 15. | 2017年3月24日  | シュコドラ         | コソボ     | 0–2    | 1–2  | 2018_FIFAワールドカップ・ヨーロッパ予選 |
| 16. | 2017年9月5日   | レイキャビーク     | ウクライナ | 1–0    | 2–0  | 2018_FIFAワールドカップ・ヨーロッパ予選 |
| 17. | 2017年9月5日   | レイキャビーク     | ウクライナ | 2–0    | 2–0  | 2018_FIFAワールドカップ・ヨーロッパ予選 |
| 18. | 2017年10月9日  | レイキャビーク     | コソボ     | 1–0    | 2–0  | 2018_FIFAワールドカップ・ヨーロッパ予選 |
| 19. | 2018年6月2日   | レイキャビーク     | ノルウェー | 2–1    | 2–3  | 親善試合                                |
| 20. | 2018年6月26日  | ロストフ・ナ・ドヌ | クロアチア | 1–1    | 1–2  | 2018 FIFAワールドカップ                 |
| 21. | 2019年9月10日  | エルバサン         | アルバニア | 1–1    | 2–4  | UEFA EURO 2020予選                      |
| 22. | 2019年11月17日 | キシナウ           | モルドバ   | 2–1    | 2–1  | UEFA EURO 2020予選                      |
| 23. | 2020年10月8日  | レイキャビーク     | ルーマニア | 1–0    | 2–1  | UEFA EURO 2020予選プレーオフ            |
| 24. | 2020年10月8日  | レイキャビーク     | ルーマニア | 2–0    | 2–1  | UEFA EURO 2020予選プレーオフ            |
| 25. | 2020年11月12日 | ブダペスト         | ハンガリー | 1–0    | 1–2  | UEFA EURO 2020予選プレーオフ            |